# Aline (Adão Iturrusgarai)
Aline é uma personagem de história em quadrinhos de uma tira criada por Adão Iturrusgarai, em 1993, e publicada inicialmente em 1996, no jornal Folha de S. Paulo.
Em suas histórias, Aline vive um relacionamento amoroso a três, fazendo humor sobre questões como feminilidade e liberação sexual. A garota trabalha fora numa loja de discos, odeia cozinhar e arrumar a casa, e mora com dois homens: Otto e Pedro. Diz-se que ela é ninfomaníaca (viciada em sexo). Outros, porém, dizem que ela apenas 'dá vazão livre aos instintos sexuais'. O autor a descreve como uma 'desavergonhada'. Aline manteve-se na faixa etária dos vinte anos até sua última publicação em 2009. Em 2014, para comemorar o vigésimo aniversário da tira, Adão retomou a personagem de Aline com quarenta anos, agora com problemas inerentes à idade e uma filha, Luna, mas 'mais poliamor do que nunca'.
Em 2005, foram produzidos 5 desenhos animados de “Aline”, exibidos pela versão brasileira do canal Cartoon Network (em associação com a Warner Brothers), no bloco Adult Swim. Na versão animada, Aline tem a voz de Fernanda Baronne e Manolo Rey dublavam seus "namoridos".
Uma adaptação especial da tira foi produzida pela Rede Globo e exibida na programação de fim de ano de 2008, tendo a personagem principal interpretada pela atriz Maria Flor e seus dois namorados vividos por Bernardo Marinho (Otto) e Pedro Neschling (Pedro). O especial passou a ser produzido como seriado, estreou dia 1 de outubro de 2009 (quinta-feira), após o seriado A Grande Família.  O último episódio da série foi exibido em 3 de março de 2011,
Na emissora carioca, Adão Iturrusgarai integrou a equipe de redação do infantil TV Colosso (1993) e, em 1997, fez parte da equipe de redatores dos humorísticos Sai de Baixo e Casseta & Planeta, Urgente!.